# 7254 Kuratani
7254 Kuratani è un asteroide della fascia principale. Scoperto nel 1993, presenta un'orbita caratterizzata da un semiasse maggiore pari a 2,1569845 UA e da un'eccentricità di 0,2063498, inclinata di 3,01267° rispetto all'eclittica.